# تاد وليامز
تاد وليامز (بالإنجليزية: Tad Williams)‏ (14 مارس 1957، سان خوسيه في الولايات المتحدة)؛ كاتب وروائي أمريكي.

## روابط خارجية
- تاد وليامز على موقع IMDb (الإنجليزية)
- تاد وليامز على موقع ميوزك برينز (الإنجليزية)
- تاد وليامز على موقع ديسكوغز (الإنجليزية)